# 吉田玉造
吉田 玉造（よしだ たまぞう）は、人形浄瑠璃の人形遣い。

## 初代
（1829年 - 1905年1月12日）大坂生まれ。本名:吉倉玉造（亀吉とも）。
幕末から明治を代表する人形遣い。大坂の人形遣い吉田徳造の次男で1839年に2代目吉田辰五郎の門下で吉田亀吉の名で稲荷社内東芝居で初舞台。翌年1840年に大坂座摩西の芝居の「傾城阿波の鳴門」のおつるを遣って評判を呼ぶ。3代目竹本長門太夫、2代目豊沢団平と幕末の三名人と称された。天保の改革で芝居が禁止されたときは地方を廻ったり、またばれないように竹と押し絵で作った自作の人形で客を感心させたこともあった。、が禁止されたときは1872年に松島文楽座で紋下になった。立役、荒物、道化、宙返り、早変りなどのケレンが人気を呼んだ。「五天竺」の孫悟空で70日間大入りの当時の記録を作った。1903年に病気で引退、引退興行を東京でも行った。通称「大宝寺町」、または初代吉田玉助の親だから「親玉」と言われた。
実子が初代玉助。2代目、3代目玉造は孫弟子が襲名。

## 2代目
（1866年 - 1907年3月23日）大坂新町北通生まれ。本名:津田源吉（後の佐々木熊次郎）。
初代玉造の実子の玉助門下。9歳の時から源吉の名で松島文楽座に出座する。1876年に吉田玉七、1889年に2代目玉助を襲名。1906年3月に竹本摂津大掾の「二十四孝」十種香美八重垣姫を遣って2代目玉造を襲名も翌年の1907年に没。立役や女方専門。
当たり役は多く「紙屋治兵衛」の治兵衛「菅原伝授手習鑑」の管丞相など。

## 3代目
（1860年 - 1926年9月9日）大坂南地芝居裏の生まれ。本名:中野卯之助。実子が歌舞伎役者の2代目中村政之助。
大坂の生まれ、父は芝居の楽屋番で兄が中座、文楽の大道具方をしていた関係で手伝うようになり、1878年に初代玉助門下で吉田玉松の名で松島文楽座で初舞台。後に彦六座、1897年に稲荷座で立役、1899年には堀江明楽座、市の側堀江座に入座。1909年に堀江座で3代目玉造を襲名。1912年に近松座に転座。後に2代目玉造の遺族から苦情により玉蔵と改名。1915年に文楽座に転座。先代同様立役と女方に優れた。
「良弁杉」二月堂の良弁上人、「菅原」菅丞相などが評判であった。

## 4代目
（1885年5月18日 - 1948年1月26日）本名:林安太郎。実の弟が新派後に松竹新喜劇で名脇役だった千葉蝶三朗、実子に3代目吉田玉松がいる。
大阪の生まれ、1899年に吉田玉市の名で文楽座で初舞台。1902年に玉松（後の3代目玉造）門下で文楽座、堀江座、近松座などを転々とし1916年に文楽座に復帰。1917年に2代目玉松を襲名。その後竹豊座、1923年に再び文楽座。1935年に玉蔵から1942年に4代目玉造を襲名。この頃から脳溢血で体調を崩し1947年に復帰するも名跡を汚すことを恐れ林蔵に改名。立役、荒物を得意としたが病気になってから舞台の回数も減り1948年に死去。
「太功記」秀吉、「国姓爺」和藤内、「彦山権現」京極内匠など荒物が得意であった。